# Angela Schijf
Angela Schijf (Uithoorn, 7 augustus 1979) is een Nederlands-Belgisch actrice. Schijf is sinds 2007 vooral bekend als Eva van Dongen in de politieserie Flikken Maastricht.

## Carrière
Angela Schijf werd bekend als Kim Verduyn (1996-1999) in de soapserie Goede tijden, slechte tijden. Later speelde ze vooral in Nederlandse speelfilms, zoals Ik ook van jou en Van God Los.
Sinds 2007 speelt Schijf de rol van rechercheur Eva van Dongen in de succesvolle televisieserie Flikken Maastricht, waarin ze de hoofdrol speelt, tot en met 2025 samen met Victor Reinier. De serie wordt wekelijks door meer dan twee miljoen mensen bekeken. In 2014 won zij samen met haar collega's de Gouden Televizier-Ring voor Flikken Maastricht met 46% van de stemmen.
In 2013 was Schijf te zien in de boekverfilming Daglicht. De thriller is gebaseerd op het gelijknamige boek van Marion Pauw. Voor deze verschijning won Schijf de Rembrandt Award voor beste actrice. Van 2015 tot en met 2016 was Schijf te zien als jurylid in het RTL 4-programma Superkids. In 2016 kreeg Schijf de Zilveren Televizier-Ster voor beste televisieactrice. In 2017 won ze die opnieuw. In 2020 en 2022 was ze weer genomineerd.
Tussen 2017 en 2020 speelde ze de hoofdrol in de serie Meisje van plezier.
Op 28 maart 2024 speelde Angela Schijf 'Maria' in The Passion.
In 2025 speelt Schijf de rol van Sonja Barend in het toneelstuk Sonja. 

## Privéleven
Angela Schijf zat op het Hermann Wesselink College in Amstelveen en rondde in 1998 daar haar vwo af. Op 3 juli 2002 trouwde ze met de Belgische acteur en zanger Tom Van Landuyt; ze heeft sinds 2013 zelf ook de Belgische nationaliteit. Het paar heeft drie dochters.

## Theater
- 42nd Street (2000-2001)
- Momenten van Geluk (2002-2003)
- Glazen Speelgoed (2003-2004, in april 2004 nam actrice Astrid van Eck de rol van Schijf over)
- Petits Crimes (2006)
- Blind Vertrouwen (2011)
- Kreutzersonate: "als het verlangen maar stopt" (2015-2016)
- 4 jaargetijden met Angela Schijf (2017-2018)
- La Superba - Toneelgroep Maastricht (2018)
- Kleine Nachtmuziek (2019)
- O! Pinokkio (2020)
- Dagboek van een Herdershond (2022)
- Sonja (2025)